# Chrisye
Chrismansyah Rahadi [xrisˈmanʃah raˈhadi], all'anagrafe Christian Rahadi ma meglio conosciuto con il nome d'arte Chrisye [xəˈriʃə] (16 settembre 1949 – 30 marzo 2007) è stato un cantante indonesiano.
Nei suoi 40 anni di carriera ha vinto numerosi premi e riconoscimenti; nel 2011 Rolling Stone Indonesia lo ha dichiarato il terzo più grande musicista indonesiano di tutti i tempi.
Nel luglio 2005 Chrisye fu ricoverato all'ospedale Pondok Indah, a causa di difficoltà respiratorie. Dopo 13 giorni di trattamenti fu trasferito a Singapore, dove gli venne diagnosticato un cancro polmonare. Sebbene fosse preoccupato per la perdita dei capelli, che lui considerava parte della sua immagine si sottoponè ai primi sei cicli di chemioterapia il 2 agosto 2005.
La sua salute migliorò nel 2006 e nel maggio e novembre dello stesso anno rilasciò lunghe interviste al suo biografo Alberthiene Endah. Rilasciò anche due compilation, Chrisye by Request and Chrisye Duets ma diceva di non sentirsi abbastanza bene per rilasciare nuove canzoni. Chrisye morì il 30 marzo 2007 nella sua casa a Cipete, nello Giacarta meridionale. È stato sepolto nel cimitero pubblico Jeruk Purut.

## Con Guruh Gipsy
- 1976 – Guruh Gipsy

## Album Studio
- 1977 – Jurang Pemisah (Dividendo Canyon)
- 1978 – Sabda Alam (L'ordine della natura)
- 1979 – Percik Pesona (Macchia d'incanto)
- 1980 – Puspa Indah (Fiore Meraviglioso)
- 1981 – Pantulan Cita (Riflesso di Sogni)
- 1983 – Resesi (Recessione)
- 1984 – Metropolitan
- 1984 – Nona (Manchi)
- 1984 – Sendiri (Solo)
- 1985 – Aku Cinta Dia (Amo lei)
- 1985 – Hip Hip Hura (Hip Hip Hurrà)
- 1986 – Nona Lisa (Mi manca Lisa)
- 1988 – Jumpa Pertama (Primo appuntamento)
- 1989 – Pergilah Kasih (Vai via Cara)
- 1993 – Sendiri Lagi (Solo di nuovo)
- 1996 – AkustiChrisye
- 1997 – Kala Cinta Menggoda (Quando l'amore tenta)
- 1999 – Badai Pasti Berlalu (La tempesta passerà di sicuro; ri-registrata in collaborazione con Erwin Gutawa)
- 2002 – Dekade (Decade)
- 2004 – Senyawa (Un'anima)

## Colonne Sonore
- 1977 – Badai Pasti Berlalu (La tempesta passerà di sicuro)
- 1980 – Seindah Rembulan (Bella come la luna)

## Singoli
Questa sezione contiene solo singoli che non sono mai stati inseriti in album studio.
- 1977 – "Lilin-Lilin Kecil" ("Piccole Candele")
- 1995 – "Asalkan Pilih Jalan Damai" ("Finché terrai la via della pace"; con Krisdayanti e Harvey Malaiholo)
- 2008 – "Lirih" ("Morbidamente")